# Euböische Vasenmalerei
Die Euböische Vasenmalerei war ein regionaler Stil der Griechischen Vasenmalerei.

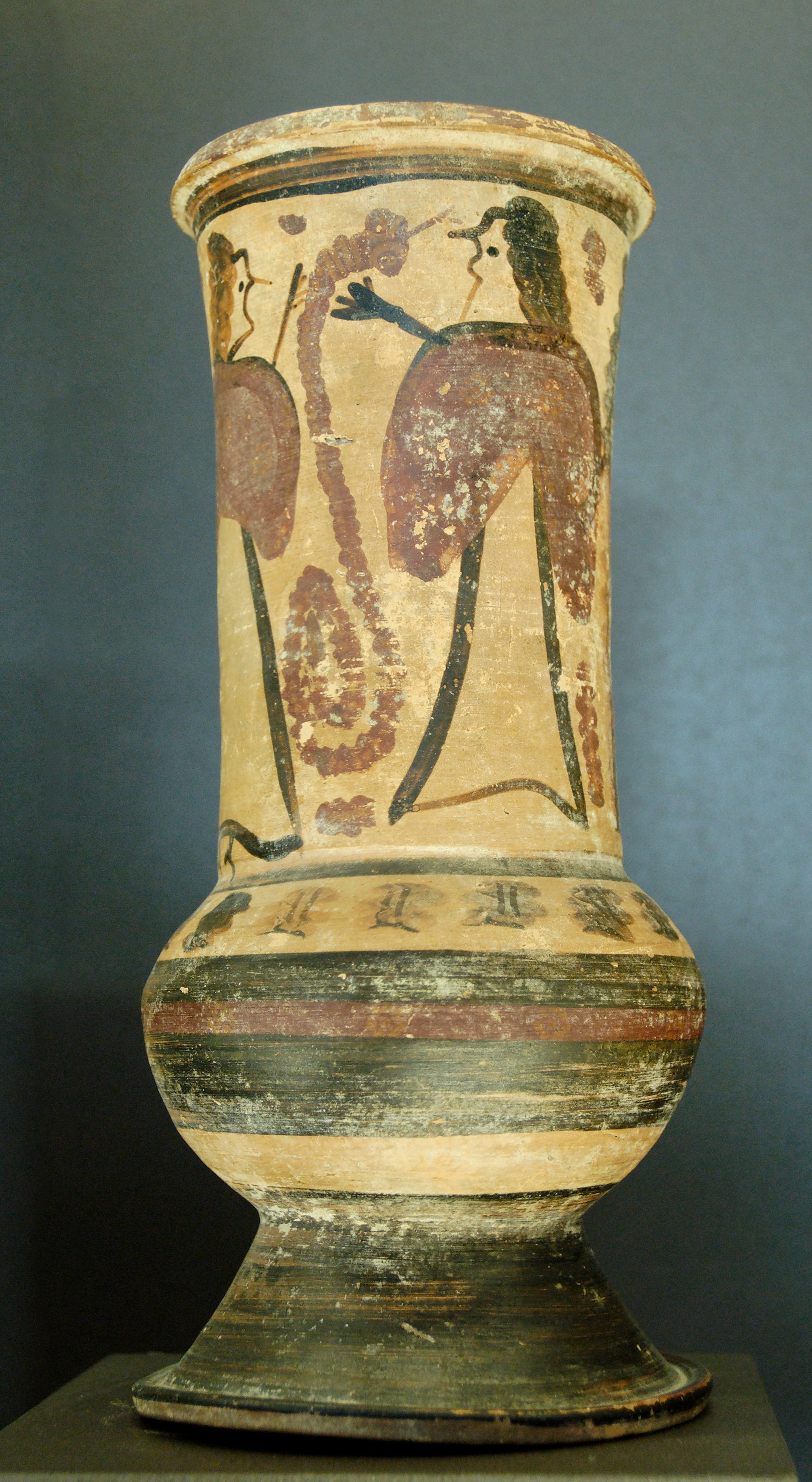
Zwei Frauen auf einer orientalisierenden Kanne, um 625/600 v. Chr.

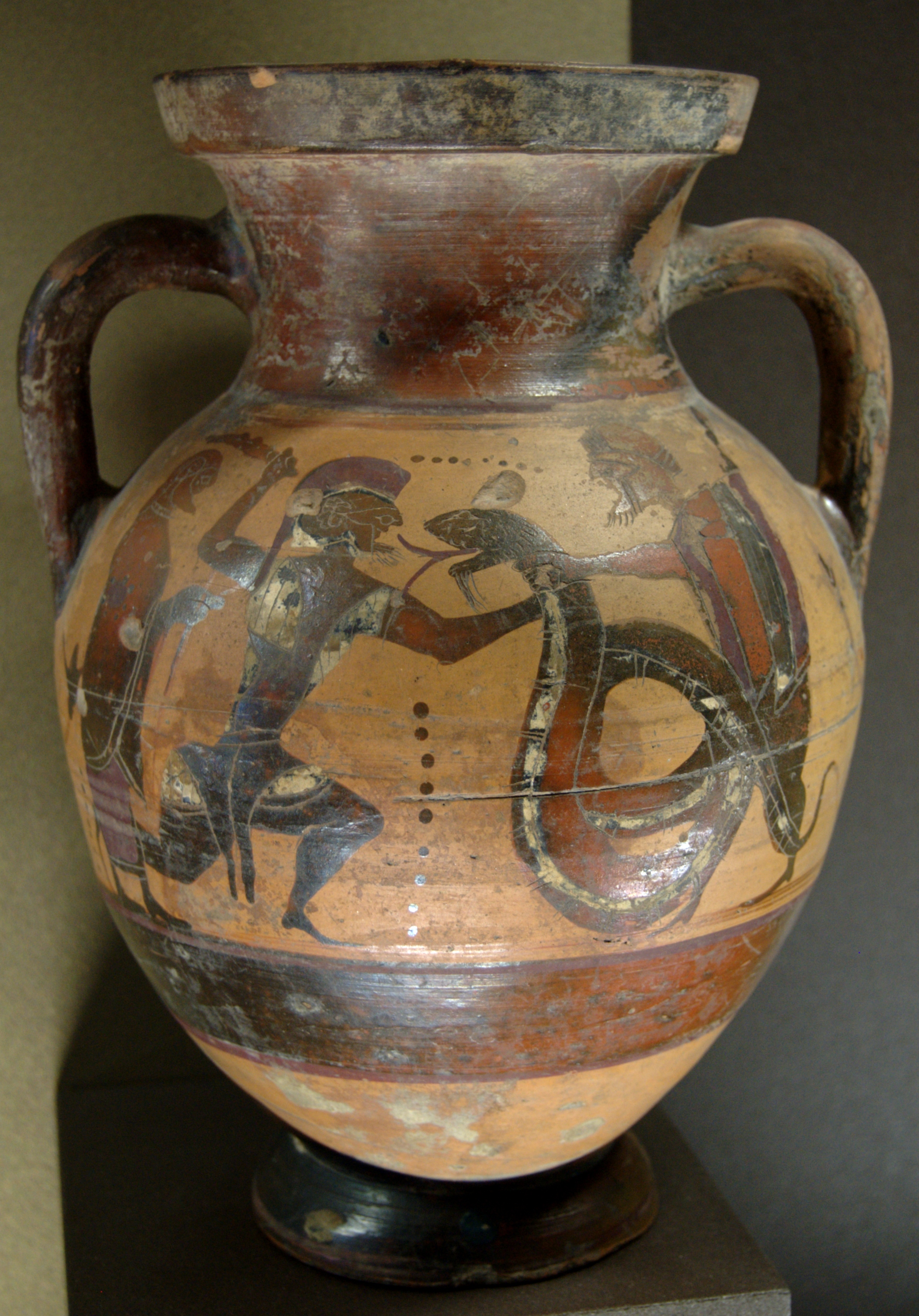
Kadmos und der Drache. A-Seite einer schwarzfigurigen Amphora, um 560–550 v. Chr.

Die eisenzeitliche Keramik Euböas wird in vier Phasen unterteilt: submykenisch (1050/30 bis 1020/00 v. Chr.), protogeometrisch (1050 bis 900 v. Chr.), subprotogeometrisch (900 bis 750 v. Chr.) und spätgeometrisch (750 bis 700 v. Chr.). Die Funde auf den Gräberfeldern von Toumba, Skoubris und Palia sowie die Siedlungsfunde in Lefkandi und Xeropolis zeugen vom Reichtum der Insel zu dieser Zeit. Obwohl sich in den folgenden Jahrzehnten und Jahrhunderten die Verhältnisse mehrfach positiv und negativ veränderten, veränderte sich die Keramik kaum. Der protogeometrische Stil hatte bis zur Mitte des 8. Jahrhunderts v. Chr. bestand. Ab etwa 825 v. Chr. ist ein verstärkter Einfluss der attischen Keramik erkennbar.
Die Geometrischen Vasen Euböas waren qualitativ hochwertige Produkte. Die Produktionszentren waren Eretria und Lefkandi. Die Gefäße wurden manchmal mit einem dicken, cremefarbenen Schlicker überzogen. Zunächst orientierten die Töpfermaler sich an den attischen Motiven, später auch an denen Korinths. Um 750 v. Chr. war der stark attisch geprägte Cesnola-Maler aktiv. Er führte den attischen Figurenstil ein. Allein auf Euböa wurden Schalen hergestellt, die mit hängenden, konzentrischen Halbkreisen verziert waren. Zudem wurde nur hier weiße Deckfarbe oder weißer Schlicker dazu verwendet, Ornamente einzufassen oder auszufüllen. Anschließend hielt sich für längere Zeit der Subgeometrische Stil und es brauchte eine gewisse Zeit, bis sich der Orientalisierende Stil durchsetzen konnte. Nachdem er sich jedoch durchgesetzt hatte, standen florale und andere Ornamente hoch im Kurs. Es wurde mit polychromen Effekten, aufgesetztem Rot und Weiß, experimentiert und in begrenztem Maße mit figürlichen Bildern (Tiere und Menschen). Die Einflüsse kamen eher von den Arbeiten in Attika und Ostgriechenland, als vom eigentlichen Zentrum des orientalisierenden Stils, Korinth.
Auch die Schwarzfigurige Vasenmalerei wurde von Korinth und vor allem von Attika beeinflusst. Die Abgrenzung zu attischen Vasen ist nicht immer einfach. In der Forschung wird davon aus gegangen, dass der Großteil der Keramik in Eretria hergestellt wurde. Es wurden vor allem Amphoren, Lekythen, Hydrien und Teller bemalt. Großformatige Amphoren wurden meist als Bildträger für mythische Szenen, etwa die Abenteuer des Herakles oder das Parisurteil, herangezogen. Die großen Amphoren, die sich von Formen aus dem 7. Jahrhundert v. Chr. ableiten, haben konische Lippen und zeigen meist Bilder mit Hochzeitsbezug. Es handelte sich dabei offensichtlich um Grabvasen, die für vor ihrer Hochzeit verstorbene Kinder gefertigt wurden. Typisch für die schwarzfigurige Keramik aus Eretria war die zurückhaltende Nutzung von Ritzungen und die reguläre Verwendung von Deckweiß für die floralen Ornamente. Neben Bildern, die sich an Attika orientieren werden auch wildere Bilder, etwa die Vergewaltigung eines Rehs durch einen Satyr oder Herakles zusammen mit Kentauren und Dämonen, gezeigt. Die Vasen der Delphin-Gruppe wurden früher als attisch angesehen, gelten heute aber als euböisch. Doch entspricht ihr Ton keiner bekannten Quelle Eretrias, weshalb sie möglicherweise in Chalkis produziert wurden.
Bei einigen schwarzfigurigen Stilen ist die Herkunft umstritten. So ist die Chalkidische Vasenmalerei zunächst nach Euböa verwiesen worden, mittlerweile geht man eher von einer Fertigung in Italien aus.